# Wydział Nauk Rolniczych Uniwersytetu w Siedlcach
Wydział Nauk Rolniczych Uniwersytetu w Siedlcach – jeden z 5 wydziałów Uniwersytetu w Siedlcach.

## Historia
Swoją działalność dydaktyczną i naukową Wydział Rolniczy rozpoczął w dniu 1 października 1977 roku, wraz z przekształceniem Wyższej Szkoły Pedagogicznej w Wyższą Szkołę Rolniczo-Pedagogiczną. Powołanie nowego Wydziału podyktowane było m.in. zapotrzebowaniem środowiska na specjalistów z zakresu rolnictwa i zootechniki w typowo rolniczym regionie środkowo-wschodniej Polski. Od początku kształci wysoko wykwalifikowaną kadrę na trzech kierunkach studiów: Biologii, Rolnictwie i Zootechnice.
Wydział Rolniczy utworzono na bazie lokalowej i w dużej mierze kadrowej Zakładu Biologii, istniejącego wówczas w strukturze organizacyjnej Wydziału Matematyczno-Przyrodniczego. Zakład ten, przekształcony w Instytut Biologii Stosowanej (obecnie: Instytut Biologii), był pierwszą jednostką organizacyjną Wydziału Rolniczego. W 1977 roku powołano Instytut Hodowli i Technologii Produkcji Zwierzęcej (obecnie: Instytut Bioinżynierii i Hodowli Zwierząt), rok później – Instytut Hodowli i Technologii Produkcji Roślinnej (obecnie: Instytut Rolnictwa i Ogrodnictwa, poprzednio: Instytut Agronomii). W 2013 r. powołano Instytut Nauk o Zdrowiu.
W 1977 roku, na Wydziale Rolniczym zatrudnionych było 47 nauczycieli akademickich (2 profesorów, 6 docentów, 9 adiunktów, 28 asystentów i 2 wykładowców). W rozwoju Wydziału uczestniczyli, zachęceni perspektywą awansu zawodowego pracownicy naukowo-dydaktyczni z takich ośrodków, jak: Akademia Rolnicza w Szczecinie, Akademia Rolnicza w Lublinie, Szkoła Główna Gospodarstwa Wiejskiego w Warszawie, czy Instytut Ekologii PAN w Dziekanowie Leśnym.
Obecnie na Wydziale pracuje 140 nauczycieli akademickich, a wśród nich 74 samodzielnych pracowników naukowo - dydaktycznych, 49 adiunktów, 11 wykładowców ze stopniem naukowym doktora, 6 asystentów,  oraz 50 pracowników inżynieryjno- technicznych i 13 pracowników administracji wydziałowej. Kadra ta kształci 1200 studentów na studiach stacjonarnych i niestacjonarnych. Od 1 października 2019 roku, zarządzeniem Rektora UPH, Wydział funkcjonował jako Wydział Agrobioinżynierii i Nauk o Zwierzętach Uniwersytetu Przyrodniczo-Humanistycznego w Siedlcach.
Od 1 października 2023, w związku ze zmianą nazwy uczelni Wydział funkcjonuje jako Wydział Nauk Rolniczych Uniwersytetu w Siedlcach.

## Kierunki kształcenia

### Studia I stopnia
- Agroleśnictwo
- Gospodarka Przestrzenna
- Rolnictwo
- Zootechnika
- Zoopsychologia z animaloterapią

### Studia II stopnia
- Gospodarka Przestrzenna
- Rolnictwo
- Zootechnika
- Zoopsychologia z animaloterapią

### Studia III stopnia
Studia doktoranckie  - rozpoczęte przed rokiem akademickim 2019/2020
- Agronomia
- Zootechnika

Szkoła doktorska  - od roku akademickiego 2019/2020
w dyscyplinie:
- Rolnictwo i Ogrodnictwo
- Zootechnika i Rybactwo

## Struktura organizacyjna

### Instytut Rolnictwa i Ogrodnictwa
Dyrektor: dr hab. inż. Krzysztof Pakuła
- Zespół badawczy Agrotechnologii i Zarządzania Produkcją
- Zespół badawczy Chemii Środowiska, Gleby i Nawożenia Roślin
- Zespół badawczy Kształtowania i Ochrony Środowiska
- Zespół badawczy Metod Ilościowych i Gospodarki Przestrzennej
- Zespół badawczy Ogrodnictwa i Ochrony Roślin

### Instytut Zootechniki i Rybactwa
Dyrektor: dr hab. Dorota Banaszewska
- Zespół Rozrodu i Higieny Zwierząt
- Zespół Hodowli Bydła, Metod Hodowlanych i Oceny Mleka
- Zespół Genetyki, Hodowli Drobiu i Oceny Surowców Pochodzenia Zwierzęcego
- Zespół Żywienia i Hodowli Zwierząt Gospodarskich oraz Towarzyszących

## Poczet dziekanów
1. dr hab. Janusz Skolasiński (1977-1980)
2. dr hab. Wojciech Staręga (1981-1982)
3. prof. dr hab. Jan Trętowski (1982-1987)
4. prof. dr hab. Jan Fereniec (1987-1993)
5. prof. dr hab. Romualda Jabłońska-Ceglarek (1993-1999)
6. prof. dr hab. Bogumił Leszczyński (1999-2005)
7. prof. dr hab. Piotr Guliński (2005-2012)
8. prof. dr hab. Janina Skrzyczyńska (2012-2020)
9. prof. dr hab. Marek Gugała (2020–2022)
10. dr hab. inż. Jacek Sosnowski (od 2022)